# Чентро (Торино)
Чентро је насеље у Италији у округу Торино, региону Пијемонт.
Према процени из 2011. у насељу је живело 264 становника. Насеље се налази на надморској висини од 334 м.